# Phytobia mallochi
Phytobia mallochi este o specie de muște din genul Phytobia, familia Agromyzidae, descrisă de Friedrich Georg Hendel în anul 1924.
Este endemică în Elveția. Conform Catalogue of Life specia Phytobia mallochi nu are subspecii cunoscute.